# Йиренки, Калеб
Калеб Марфо Йиренки (англ. Caleb Marfo Yirenkyi; род. 15 января 2006) — ганский футболист, полузащитник датского клуба «Норшелланн» и национальной сборной Ганы.

## Клубная карьера
Воспитанник ганской футбольной академии «Райт ту Дрим», за которую выступал с 11 лет. В марте 2024 года присоединился к футбольной академии датского клуба «Норшелланн».
20 сентября 2024 года дебютировал в основном составе «Норшелланна», выйдя на замену в матче датской Суперлиги против «Виборга». В феврале 2025 года Калеб подписал с клубом новый контракт до конца 2029 года. 7 марта 2025 года забил свой первый гол за клуб в матче против «Вайле».

## Карьера в сборной
28 мая 2025 года дебютировал за сборную Ганы в товарищеском матче против сборной Нигерии.